# Кріс Едвардс
Кріс Едвардс (* 20 грудня 1980, Лестер, Англія) — британський музикант, найбільш відомий, як бас-гітарист гурту «Kasabian».

## Життєпис
Разом з Піццорно, Мейганом та Карлоффом він є одним з засновників «Kasabian». Його батько викладає в Лестерському університеті; мати - фотограф-любитель, вона іноді подорожує з гуртом сина, та фотографує життя музикантів під час гастролів.